# Мартін Ліннес
Мартін Ліннес (норв. Martin Linnes, нар. 20 вересня 1991, Конгсвінгер) — норвезький футболіст, правий захисник клубу «Молде» та національної збірної Норвегії.
Чемпіон Норвегії. Володар Кубка Норвегії. 

## Клубна кар'єра
У дорослому футболі дебютував 2008 року виступами за команду нижчолігового клубу «Сандер», в якій провів два сезони.
Своєю грою за цю команду привернув увагу представників тренерського штабу клубу «Конгсвінгер», до складу якого приєднався 2010 року. Відіграв за команду з Конгсвінгера наступні два роки своєї ігрової кар'єри. Більшість часу, проведеного у складі «Конгсвінгера», був основним гравцем захисту команди.
До складу клубу «Молде» приєднався 2012 року. Відтоді встиг відіграти за команду з Молде 58 матчів в національному чемпіонаті.

## Виступи за збірні
Протягом 2011–2013 років  залучався до складу молодіжної збірної Норвегії. На молодіжному рівні зіграв у 7 офіційних матчах.
2013 року дебютував в офіційних матчах у складі національної збірної Норвегії. Наразі провів у формі головної команди країни 29 матчів, забив 1 гол.
| Дата       | Місто    | Господарі | Результат | Гості     | Турнір           | Голи | Примітки |
| ---------- | -------- | --------- | --------- | --------- | ---------------- | ---- | -------- |
| 15/11/2013 | Гернінг  | Данія     | 2 – 1     | Норвегія  | товариський матч | -    |          |
| 19/11/2013 | Молде    | Норвегія  | 0 – 1     | Шотландія | товариський матч | -    |          |
| 18/01/2014 | Абу-Дабі | Польща    | 3 – 0     | Норвегія  | товариський матч | -    |          |
| 27/05/2014 | Сен-Дені | Франція   | 4 – 0     | Норвегія  | товариський матч | -    |          |
| 31/05/2014 | Осло     | Норвегія  | 1 – 1     | Росія     | товариський матч | -    |          |
| Усього     |          | Матчів    | 5         |           | Голів            | 0    |          |

## Титули і досягнення
- Чемпіон Норвегії (3):

«Молде»:  2012, 2014, 2022
- Володар Кубка Норвегії (4):

«Молде»:  2013, 2014, 2021-22, 2023
- Володар Кубка Туреччини (2):

«Галатасарай»: 2015–16, 2018–19
- Володар Суперкубка Туреччини (2):

«Галатасарай»: 2016, 2019
- Чемпіон Туреччини (2):

«Галатасарай»: 2017–18, 2018–19